# الفرانع (حبيش)

تعديل مصدري - تعديل

الفرانع هي إحدى قرى عزلة بني الضاحتين بمديرية حبيش التابعة لمحافظة إب، بلغ تعداد سكانها 201 نسمة حسب تعداد اليمن لعام 2004.